# Abén Humeya
Abén Humeya né vers 1545-1569, surnommé « roi des Morisques » avait comme nom chrétien Fernando de Córdoba y Válor et comme nom musulman Muhammad ibn Umayya. Il est une figure importante de la résistance et révolte morisque pendant l'inquisition en Espagne. Il sera assassiné par son propre cousin Aben Abou, lui-même trahi par son propre cousin El Seniz

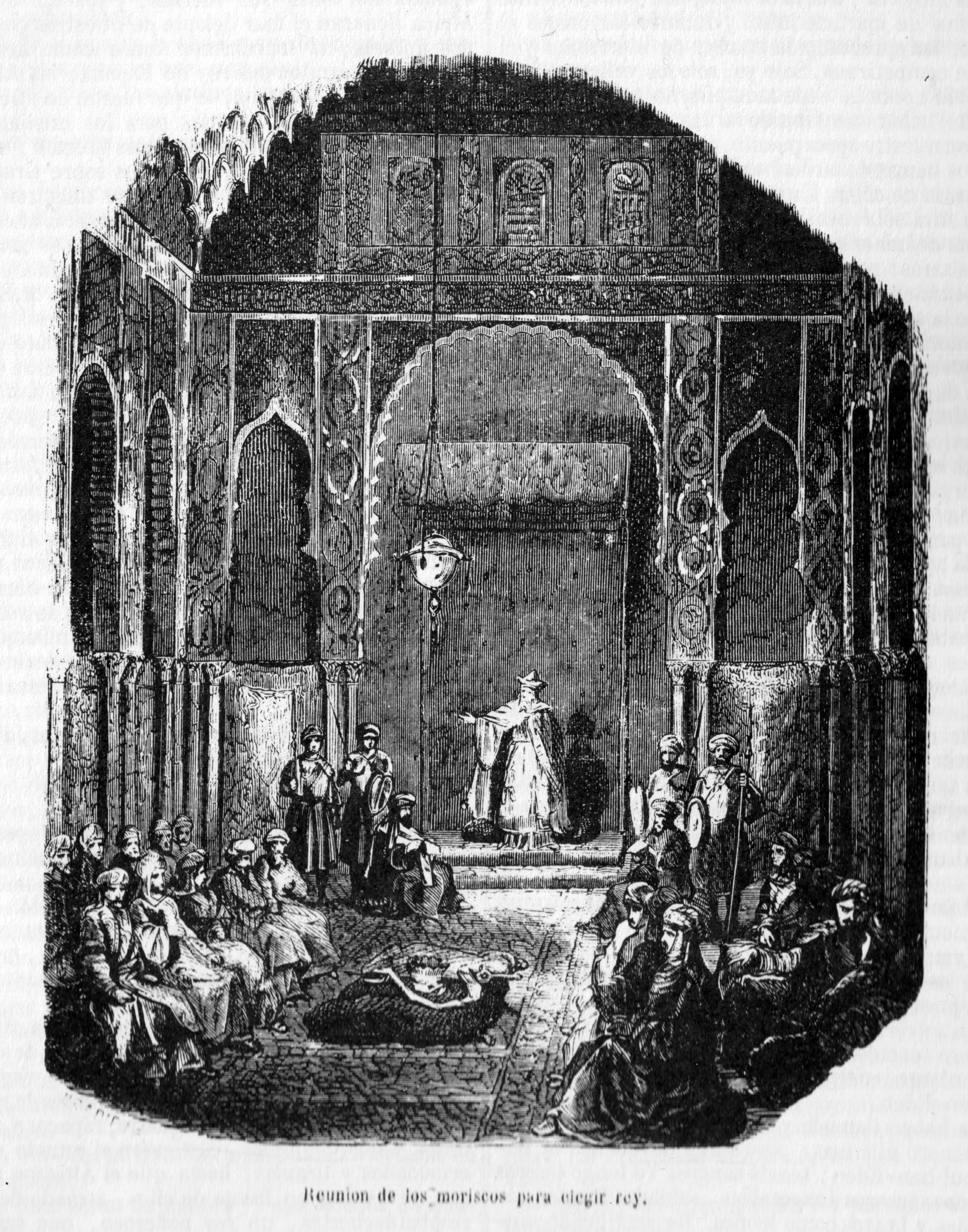
Élection de Abén Humeya comme roi des morisques

Un musulman éminent d'Ugíjar, Diego Alguacil, demande, comme c'est la tradition, la main de Zahara, la veuve de son cousin Vicente de Rojas (ou Vicente de Roxas). La veuve est d'une rare beauté, ce qui rend Abén Humeya envieux, et lors d'une mission donnée à Diégo[Qui ?] pour l'éloigner, force la veuve à devenir sa concubine. Diégo humilié usera d'un stratagème pour faire assassiner Abén. Alguacil l'épousa finalement à Tétouan six ans plus tard. Pour venger l'honneur de son cousin, Alguacil entraînera la chute d'Abén Humeya[réf. incomplète].